# Dear Heather
Dear Heather är ett musikalbum av Leonard Cohen, släppt 2004 av skivbolaget Columbia Records.

## Låtlista
1. "Go No More A-Roving" (text av Lord Byron) – 3:40
2. "Because Of" – 3:00
3. "The Letters" (text i samarbete med Sharon Robinson) – 4:44
4. "Undertow" – 4:20
5. "Morning Glory" – 3:28
6. "On That Day" (text i samarbete med Anjani Thomas) – 2:04
7. "Villanelle for Our Time" (text av Frank Scott) – 5:55
8. "There for You" (text i samarbete med Sharon Robinson) – 4:36
9. "Dear Heather" – 3:41
10. "Nightingale" (text och musik i samarbete med Anjani Thomas) – 2:27
11. "To a Teacher" – 2:32
12. "The Faith" – 4:17
13. "Tennessee Waltz" (första verserna av Redd Steward och Pee Wee King) – 4:05

- Samtliga låtar skrivna av Leonard Cohen, om annat inte anges.

## Medverkande
Musiker
- Leonard Cohen – sång, gitarr, munharpa
- Sharon Robinson – sång, arrangement
- Anjani Thomas – sång, bakgrundssång, piano på "On That Day", "Nightingale" och "Tennessee Waltz"
- Bob Sheppard – tenorsaxofon på "Go No More A-Roving"
- Stan Sargeant – basgitarr på "On That Day" och "Nightingale"
- Johnny Friday – trummor på "On That Day" och "Nightingale"
- Sarah Kramer – trumpet på "Dear Heather"
- Mitch Watkins – gitarr på "The Faith" och "Tennessee Waltz"
- Garth Hudson – dragspel på "The Faith"
- Roscoe Beck – basgitarr på "The Faith"
- Bill Ginn – piano på "The Faith"
- Raffi Hakopian – violin på "The Faith"
- John Bilezikjian – oud på "The Faith"
- Ron Getman – steel guitar på "Tennessee Waltz"
- John Crowder – basgitarr på "Tennessee Waltz"
- Richard Crooks – trummor på "Tennessee Waltz"

Produktion
- Sharon Robinson – musikproducent (spår 1, 3, 8), ljudtekniker
- Leanne Ungar – musikproducent (spår 2, 4, 5, 7, 9, 11, 12), ljudtekniker
- Anjani Thomas – musikproducent (spår 6, 10), ljudtekniker, foto
- Ed Sanders – musikproducent (spår 10), ljudtekniker
- Henry Lewy – musikproducent (spår 12)
- Leonard Cohen – musikproducent (spår 13), omslagskonst
- Stephen Marcussen – mastering
- Michael Petit – omslagsdesign
- Marian Scott – omslagskonst
- Tina Tyrell – foto
- Daniela Scaramuzza – foto